# Doryctes pilosus
Doryctes pilosus är en stekelart som beskrevs av Granger 1949. Doryctes pilosus ingår i släktet Doryctes och familjen bracksteklar. Inga underarter finns listade i Catalogue of Life.